# Смородина американская
Сморо́дина америка́нская (лат. Ribes americanum)  — кустарник, вид растений рода Смородина (Ribes) семейства Крыжовниковые (Grossulariaceae).

## Ареал
В диком виде растёт в лесах Северной Америки (США, Канада).

## Ботаническое описание
Листопадный кустарник высотой до 1,5 м. Побеги железистые и опушённые.
Листья 3—5-лопастные, почти округлого очертания, с сердцевидным или усечённым основанием, в диаметре до 8 см. Листовая пластинка сверху голая, снизу имеет опушение по жилкам. Края листа остро- или тупозубчатые.
Цветёт в апреле — мае. Соцветия — многоцветковые поникающие кисти с желтовато-белыми цветками. Цветоложе колокольчатое. Чашелистики тупые, отогнутые наружу.
Плоды — съедобные чёрные ягоды диаметром 6—10 мм, созревают в июне.

## Применение
В Северной Америке широко используется в качестве плодового и декоративного растения. Введена в культуру в России, в Госреестре имеется один сорт — Плутон. Создано несколько декоративных форм этого вида, например, мелколистная форма и форма с крупными гофрированными листьями.